# Saint-Clair-sur-les-Monts
Saint-Clair-sur-les-Monts är en kommun i departementet Seine-Maritime i regionen Normandie i norra Frankrike. Kommunen ligger i kantonen Yvetot som tillhör arrondissementet Rouen. År 2022 hade Saint-Clair-sur-les-Monts 646 invånare.

## Befolkningsutveckling
Antalet invånare i kommunen Saint-Clair-sur-les-Monts
| Referens: INSEE |